# Barbora Seemanová
Barbora Seemanová, född 1 april 2000, är en tjeckisk simmare. 

## Karriär
Seemanová tävlade i två grenar (200 meter frisim och 4 x 100 meter medley) för Tjeckien vid olympiska sommarspelen 2016 i Rio de Janeiro. I oktober 2018 vid ungdoms-OS i Buenos Aires tog hon guld på 50 och 100 meter frisim samt brons på 200 meter frisim.
I maj 2021 vid EM i Budapest tog Seemanová guld på 200 meter frisim och noterade ett nytt tjeckiskt rekord med tiden 1.56,27. I juli 2021 vid OS i Tokyo tävlade Seemanová i fyra grenar. Individuellt slutade hon på sjätte plats på 200 meter frisim samt blev utslagen i försöksheatet på både 50 och 100 meter frisim där det blev en totalt 21:a plats i båda grenarna. Seemanová tävlade även för Tjeckiens kapplag tillsammans med Kristýna Horská, Barbora Janíčková och Anika Apostalon som slutade på 14:e plats på 4×100 meter frisim.
I november 2021 vid kortbane-EM i Kazan tog Seemanová silver på 200 meter frisim. I december 2023 vid kortbane-EM i Otopeni tog hon ännu ett silver på 200 meter frisim. Vid EM 2024 i Belgrad tog Seemanová guld på både 100 och 200 meter frisim, silver på 400 frisim samt brons på 200 meter medley.